# Nie hab ich nie gesagt
Nie hab ich nie gesagt ist eine deutsche Fernsehfilm-Komödie aus dem Jahr 1962.

## Handlung
Herman wird von seinem Chef beauftragt, am Sonntag zu einem Tennisturnier zu gehen und ihm anschließend das Ergebnis mitzuteilen. Er soll dem Chef damit ein Alibi verschaffen, damit dieser zu seiner Geliebten gehen kann. Der überzeugte Junggeselle erfüllt diese Aufgabe nur sehr ungern, zumal er keine Begleitung findet. Beim Turnier sitzt dann die junge attraktive Felicitas neben ihm. Was er noch nicht weiß: Betty, eine Reinigungskraft in Hermanns Firma, hat ihre Freundin dorthin geschickt, damit sie und Hermann sich kennenlernen. Die beiden verbringen den ganzen Tag miteinander und scheinen sich in einander zu verlieben, als Hermann jedoch Felicitas zu sich nach Hause mitnehmen will, geht ihr das zu schnell und sie fährt allein nach Hause.
Zwei Wochen später: Herman fragt Betty nach Felicitas’ Adresse oder Telefonnummer, da er sie unbedingt wiedersehen will. Betty ruft Felicitas an und erfährt von deren Mitbewohnerin Gaby, dass Felicitas zu Dr. Kranz gegangen sei: einem Psychiater, der ihr helfen soll, weil sie Herman so sehr vermisst. Herman will sie dort abfangen, gerät aber an Frau Dr. Kranz, die wie ihr Mann auch Psychiaterin ist, und die ihm zu einer Heirat mit Felicitas rät.
Herman schickt Felicitas Blumen und besucht sie, um ihr einen Heiratsantrag zu machen. Am selben Abend erwartet Gaby ebenfalls Besuch von ihrem Freund Nick. Felicitas fürchtet, Gaby könne ihr Herman ausspannen – und tatsächlich flirtet sie heftig mit ihm. Gaby und Hermann tanzen gerade miteinander, als Nick hinzukommt und eifersüchtig reagiert. Zunächst will er sich mit Herman anlegen, dann glauben die Männer jedoch, die beiden Frauen würden sie gegeneinander aufhetzen wollen. Sie gehen zusammen in eine Bar, wo sie sich betrinken und sich über die Frauen im Allgemeinen und über Gaby und Felicitas im Besonderen beklagen.
Weil er glaubt, seinen Hut vergessen zu haben, geht Hermann zu Felicitas zurück, die sich inzwischen zu Hause betrunken hat. Nach mehreren Unterbrechungen gelingt es ihm nun endlich, ihr zu erklären, dass Gaby überhaupt nicht sein Typ ist, und ihr seinen Heiratsantrag zu machen – den sie natürlich auch annimmt.

## Produktion
Der vom NDR produzierte Fernsehfilm wurde am 3. Februar 1962 auf ARD 2 zum ersten Mal ausgestrahlt. Im österreichischen Fernsehen lief er am 8. November desselben Jahres.